# Urmitz
Urmitz est une municipalité du Verbandsgemeinde Weißenthurm, dans l'arrondissement de Mayen-Coblence, en Rhénanie-Palatinat, dans l'ouest de l'Allemagne.

## Illustrations

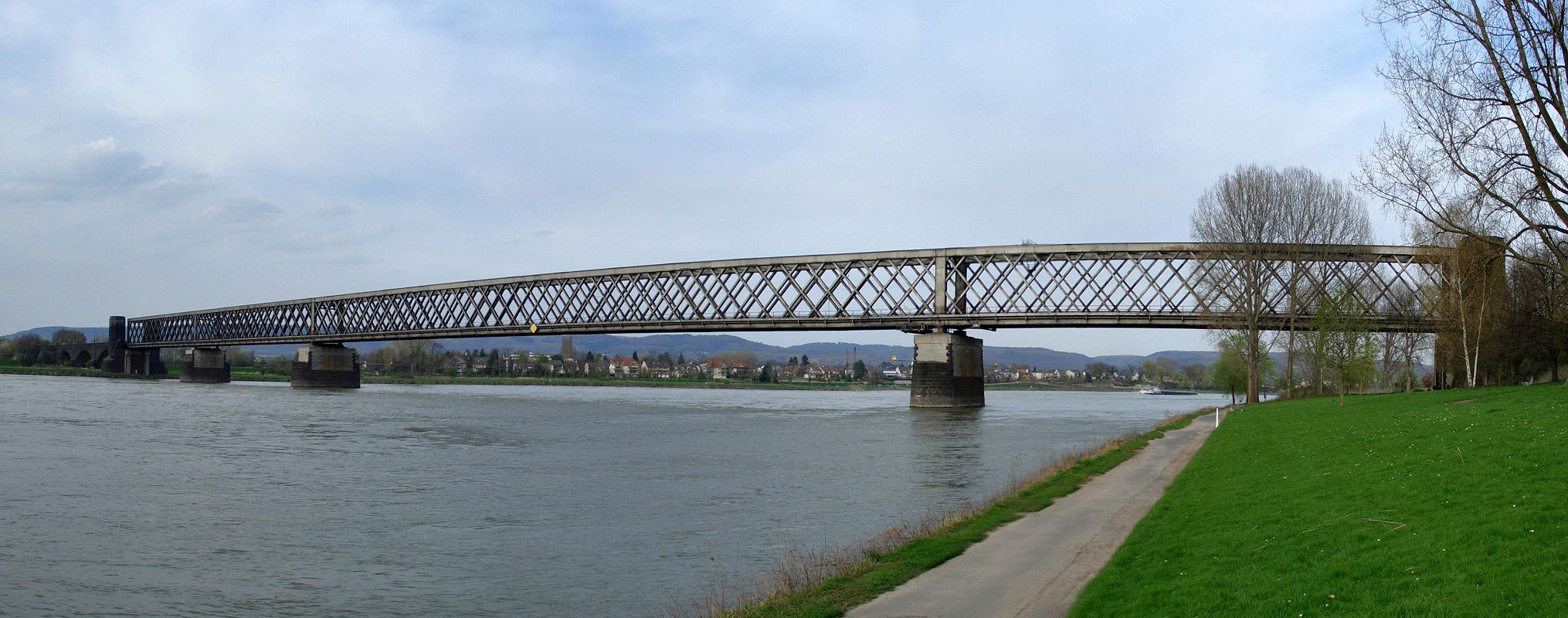
Pont au-dessus du Rhin à Urmitz